# Best Western

Best-Western-Logo bis 2016

Best Western Hotels & Resorts ist eine große Hotelkette mit mehr als 4200 Hotels mit 320.000 Zimmern in über 100 Ländern.
1946 gründete der Hotelier Merrill K. Guertin Best Western. Die Kooperation bestand aus 67 eigenständigen Hotels. Als Ziel sah man die Vermarktung unter einem gemeinsamen Namen. Der Unternehmenssitz ist in Phoenix (Arizona). Die einzelnen Hotels werden ausschließlich als Franchiseunternehmen betrieben. Best Western betreibt selbst keine Hotels. Im Gegensatz zum klassischen Franchisesystem, bei dem sowohl der Franchisegeber als auch der ‑nehmer Profit anstreben, wird Best Western als Non-Profit-Organisation der angeschlossenen Mitgliederhotels betrieben. Best Western ist eine Genossenschaft von Hotels, die unter gleichem Namen und mit einheitlichem Logo auftreten.
Die angeschlossenen Hotels müssen eine Liste mit Mindeststandards erfüllen. Die Hotels behalten ihre eigene Identität, sind also nicht so einheitlich gestaltet wie bei anderen Hotelketten. Die Hotels können auch ihren eigenen Namen weiter führen (zum Beispiel: „Best Western Hotel d’Anjou“). Innerhalb von Best Western gibt es auch kleinere Hotelketten, die einem einzigen Management unterstehen.
Bis zum Jahr 2001 machte Best Western keinen namentlichen Unterschied zwischen den einzelnen Hotels, welche bis dato alle im 3- bis 4-Sterne-Segment angesiedelt waren. Heute gehören zur Markenfamilie weltweit sowohl Full Brands als auch Soft Brands. So werden unter dem Dach von Best Western Hotels & Resorts insgesamt 13 Einzelmarken präsentiert: Best Western, Best Western Plus, Best Western Premier, Vīb, GLō, Executive Residency by Best Western, Sadie Hotel, Aiden Hotel, BW Premier Collection by Best Western, BW Signature Collection by Best Western sowie die Marken Sure Hotel by Best Western, Sure Hotel Plus by Best Western and Sure Hotel Collection by Best Western. Diese Marken-Diversität soll Hotelbetreibern, Entwicklern und Investoren die Möglichkeit bieten, jeweils das passende Konzept für das eigene Hotel auszuwählen. Gleichzeitig finden Reisende in dem Markenportfolio Hotels aller Kategorien.

## Geschichte
Die Geschichte von Best Western geht auf mehrere Hotels in Kalifornien zurück, die sich gegenseitig Kunden und Reisenden empfahlen. Aus diesem kleinen informellen Netzwerk entstand dann 1946 Best Western. Der Name Best Western rührt daher, dass die angeschlossenen Hotels anfangs alle im Westen der USA lagen (westlich des Mississippi). Von 1946 bis 1964 hatte Best Western eine Marketingpartnerschaft mit Quality Courts (gegründet 1939), deren Hotels hauptsächlich östlich des Mississippi lagen und sich somit geografisch perfekt ergänzten.
1964 expandierte die Kette, indem auch kanadische Hotels aufgenommen wurden. 1976 expandierte Best Western nach Mexiko, Australien und Neuseeland.
Ab 1964 versuchte Best Western unter dem Namen „Best Eastern“ selbstständig in den Osten der USA zu expandieren. Dafür wurde das gleiche Logo verwendet. 1967 wurde der Name „Best Eastern“ aufgegeben und alle Hotels in den USA nur noch unter dem Namen „Best Western“ betrieben. 1970 wurde Best Western zur weltweit größten Hotelkette. Im Laufe der Jahre wurde das Logo fünfmal geändert. Aus der 1964 in das Logo eingefügten Goldkrone wurde 1991 eine rote Krone. Bis 1985 bezeichnete sich das Unternehmen als Kooperative. Nach mehreren Gerichtsbeschlüssen bezeichnete es sich dann als Non-Profit-Franchiseunternehmen. Die Konsequenz dieser Gerichtsbeschlüsse war, dass sich Best Western als Franchiseunternehmen an bestimmte für Franchiseunternehmen in den USA geltende Vorschriften halten musste.
Best Western Hotels & Resorts übernahm im Februar 2019 die globale Marke WorldHotels und damit rund 300 Hotels aus dem Luxussegment.

## Best Western in Deutschland
Best Western ist seit 1986 in Deutschland vertreten. Nach rascher Expansion ist Best Western heute mit rund 200 Stadt-, Tagungs- und Ferienhotels flächendeckend in Deutschland vertreten. Alle Hotels der Marke sind auch heute noch unternehmerisch unabhängig und individuell geführt. Seit 2016 betreut die Best Western Hotels Central Europe GmbH mit Sitz in Eschborn bei Frankfurt insgesamt rund 230 Hotels in den zehn Ländern Deutschland, Kroatien, Liechtenstein, Luxemburg, Österreich, Slowakei, Slowenien, Schweiz, Tschechien und Ungarn unter einem gemeinsamen Unternehmensdach. Alle Stadt- und Ferienhotels der Gruppe müssen weltweit einheitliche Qualitätsstandards erfüllen, werden aber weiterhin eigenständig geführt. Über den Markenanschluss profitieren die einzelnen Hotelbetreiber von den gemeinsamen Marketing- und Verkaufsaktivitäten der weltweiten Marke. Das Loyalitätsprogramm für Vielreisende, Best Western Rewards mit weltweit mehr als 37 Millionen Mitgliedern, ist eines der größten Kundenbindungsprogramme der Reisebranche.
- Bremen – Hotel zur Post
- Hannover – Kastens Hotel Luisenhof gehört seit 2025 zur Kategorie WorldHotel der Luxury Collection.[10]
- Weimar – Das Grand Hotel Russischer Hof gehört seit 2010 zu Best Western Premier.